# Skoob
Skoob é uma rede social colaborativa brasileira para leitores, lançada em janeiro de 2009 pelo desenvolvedor Lindenberg Moreira. O site tornou-se um ponto de encontro para leitores e novos escritores, que trocam sugestões de leitura e organizam reuniões em livrarias. Seu nome deriva da palavra books ("livros", em inglês), ao contrário.
O sucesso foi tão grande que nos primeiros três meses de existência o Skoob já contava 10 mil leitores — ou skoobers, como são chamados os que são cadastrados no site. Algum tempo depois Lindenberg associou-se à Viviane Lordello, profissional de Marketing e também uma leitora apaixonada por livros.
Atualmente permite interatividade com outras redes sociais, como o Twitter e o Facebook, bem como com lojas de comércio eletrônico, por exemplo: Saraiva, Americanas.com e Submarino. Através de cadastro, é possível listar o que você está lendo, o que já leu, o que pretende ler, o que está relendo e quais leituras foram abandonadas, formando assim uma "estante" virtual. O sistema tem um "paginômetro", que soma as páginas dos livros marcados como já lidos, além de uma média de páginas.  Títulos ainda ausentes no banco de dados podem ser adicionados pelos próprios usuários, que podem compartilhar suas opiniões sobre as obras através de avaliações com estrelas, de uma a cinco, e resenhas. Possui também a opção de participar de grupos com temas diversos, desde Livros Viajantes (um usuário se dispõe a emprestar um livro de acordo com a lista de participantes definida) à Colecionadores de Marcadores de Texto. Atualmente o Skoob tem mais de 8 milhões de usuários cadastrados e disponibilizou gratuitamente App para iOS e Android.
Possui também a funcionalidade denominada "PLUS", onde os usuários podem disponibilizar seus livros para troca com outros usuários da rede social.
Em setembro de 2021, foi comprada pela Lojas Americanas. O valor não foi relevado.
Em agosto de 2024 foi comprada da Americanas pela Skeelo, ecossistema de livros e leitura. 